# Гемониева терраса

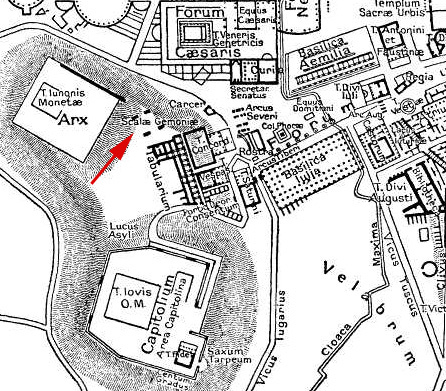
План Капитолийского холма с обозначением вероятного местонахождения Гемониевой террасы в Древнем Риме

Гемониева терраса (лат. Scalae Gemoniae) — терраса или ступени в античном Риме, на которых при императорах осуществлялись публичные казни и выставлялись напоказ тела казнённых преступников. Впервые терраса упоминается при императоре Тиберии и вела от Капитолия мимо Мамертинской тюрьмы к форуму. Современная улица S. Pietro in Carcere, возможно, частично совпадает с местонахождением античной террасы.
На Гемониевой террасе, в частности, были казнены консул Сеян и его дети (31 г. н. э.), а также император Вителлий (69 г. н. э.).